# Appias olferna
Appias olferna är en fjärilsart som beskrevs av Swinhoe 1890. Appias olferna ingår i släktet Appias och familjen vitfjärilar. Inga underarter finns listade i Catalogue of Life.

## Bildgalleri

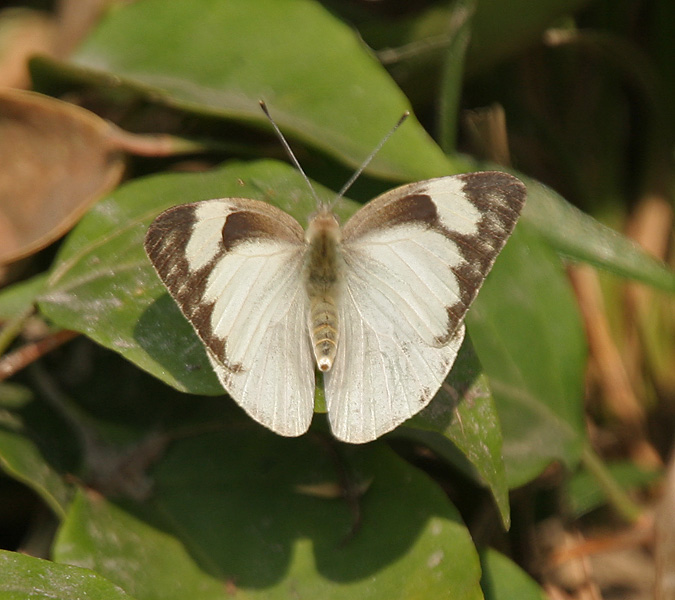